# Identidade regional

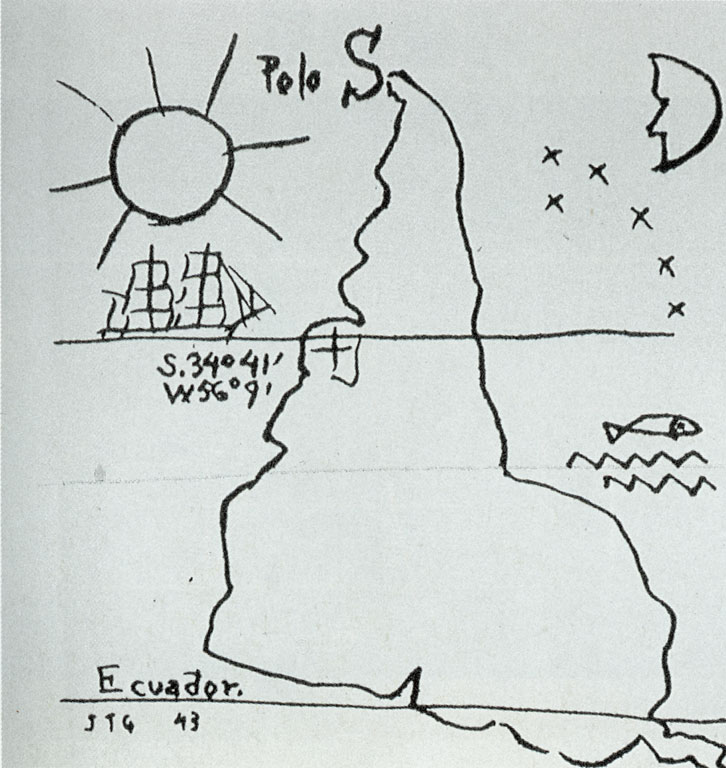
A obra de Joaquín Torres García evoca a identidade latino-americana.

Identidade regional é uma concepção compartilhada por indivíduos da mesma região que evoca um sentimento de pertencimento ao local onde vivem. É uma parte da identidade pessoal, moldada por interações sociais, e que está diretamente ligada à noção de identidade coletiva de uma comunidade. Tal conceito pode se referir a uma região dentro de um único país ou congregar diferentes nações, como é o caso da identidade latino-americana ou da identidade dos países da Europa Ocidental.
Apesar do entendimento de região ter sido, a princípio, foco da geografia, ao longo do tempo, ele também passou a ser desenvolvido por outros campos, como a sociologia e a antropologia. Nessas interpretações posteriores, a identidade regional deixa de ser reduzida somente à auto-percepção das pessoas que habitam a região e passa a considerar o processo de institucionalização daquele lugar. 
Desse modo, inclui a produção e reprodução da consciência regional pelos habitantes e por pessoas fora da região, e  recursos materiais e simbólicos como parte de um processo contínuo de reprodução social.

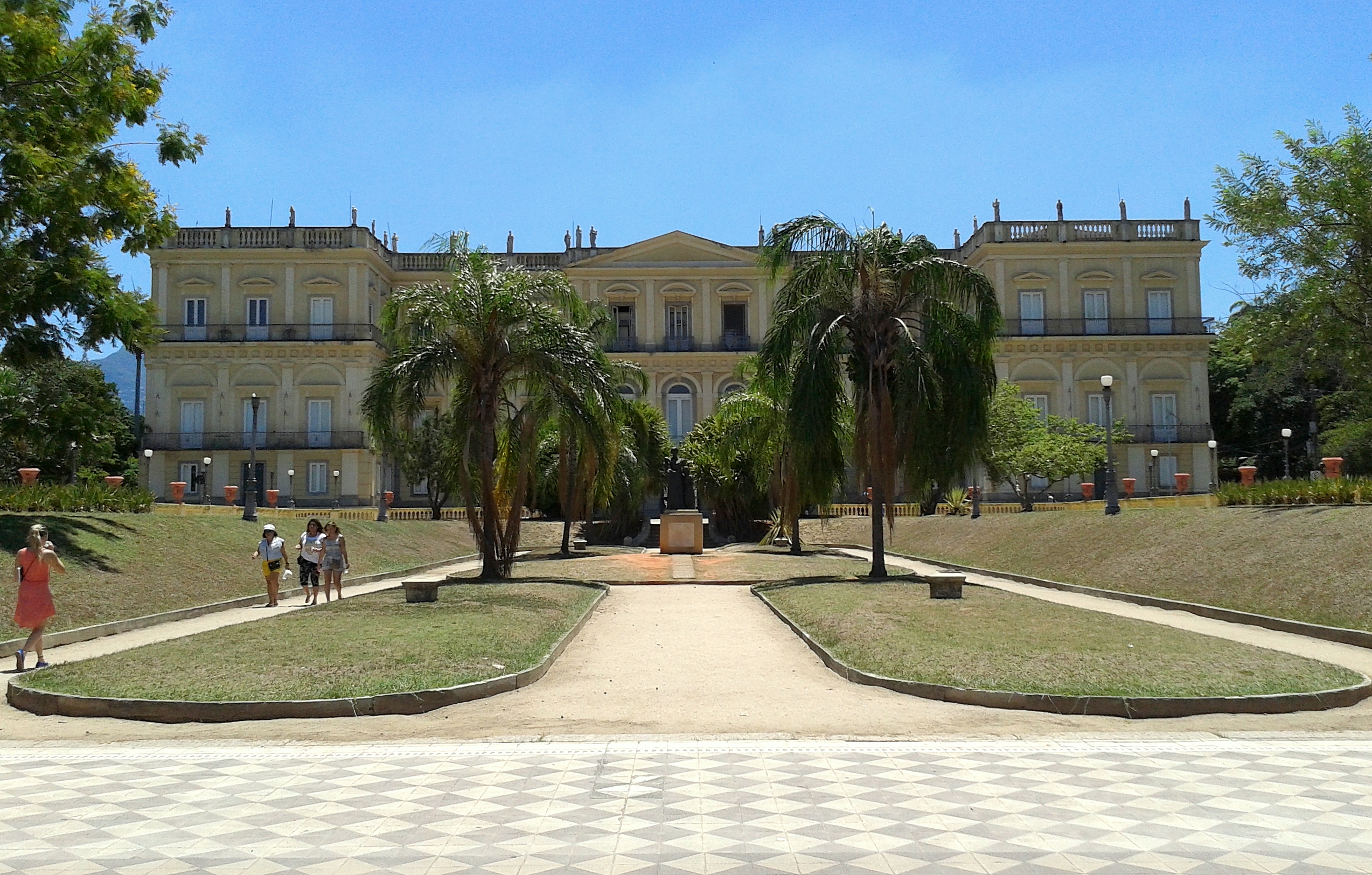
Museu Nacional (Rio de Janeiro): o primeiro museu do Brasil, fundado em 1818, reunindo tesouros da nação que se consolidava.

A consciência regional é o conhecimento que os habitantes têm da própria região e a identificação que sentem por ela. A construção da identidade regional está ligada à memória de cada pessoa que viveu na região e de espaços institucionais de preservação da memória, como os museus.

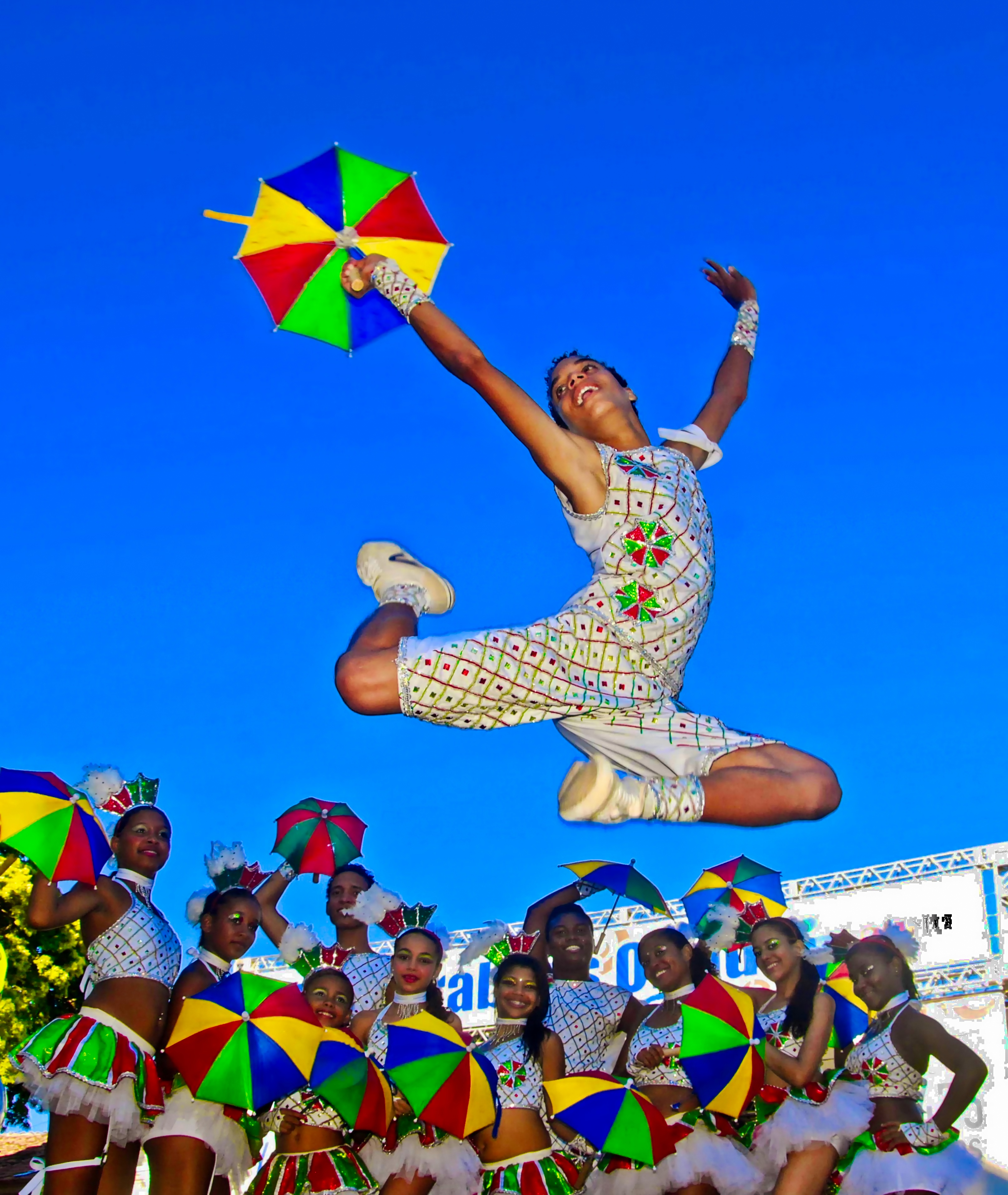
O frevo é um dos elementos que constitui a identidade regional pernambucana.

O processo de regionalização e de reconhecimento das identidades regionais, além de firmarem um posicionamento político, têm um papel importante para a administração pública. Isso pode ser percebido em um país de dimensões continentais, como o Brasil, por exemplo. Ao considerar as especificidades de cultura, tradição e valores de cada região, é possível direcionar recursos públicos de acordo com as necessidades de cada contexto.

## Fatores de identificação regional
A identidade regional apresenta, de acordo com o cientista político Michael Keating, três dimensões: cognitiva, afetiva e instrumental. 
A dimensão cognitiva diz respeito ao processo de  conscientização das pessoas acerca da região, de seus limites e de suas diferenças em relação a outras, como, por exemplo, a paisagem, a culinária, o legado histórico e as estruturas econômicas. A dimensão afetiva corresponde às demandas emocionais e aos afetos das pessoas em relação à região. Por fim, a dimensão instrumental refere-se à capacidade de mobilização de seus habitantes em torno de objetivos sociais, econômicos e políticos.

## Identidade e descentralização
Diferentes estudos postulam que a queda da confiança no governo nacional tende a produzir atitudes favoráveis à descentralização, ou seja, a demanda para conceder aos estados maior poder de atuação. Nesse sentido, a  realocação de autoridade decorreria de ligações afetivas de uma coletividade com identidades compartilhadas ao longo do tempo. Por meio de processos de socialização política, esses indivíduos teriam formado sentimentos de pertencimento a seu território de origem. Uma vez descrentes do governo federal, pressionariam os órgãos responsáveis pela devolução de competências aos estados. No limite, recaindo em movimentos separatistas como os observados na Catalunha, Quebec e Escócia.